# Kann das Liebe sein?
Kann das Liebe sein? ist eine französische Liebeskomödie von Pierre Jolivet aus dem Jahr 2007.

## Handlung
Lucas ist ein wohlhabender Geschäftsmann, der jedoch in der Vergangenheit kein Glück mit den Frauen hatte. Nach einer zerbrochenen Liebe verfiel er vor vier Jahren in Depressionen und brachte so seine Firma an den Rand des Ruins; seine Ehefrau wiederum hat ihn mit dem gemeinsamen Sohn verlassen und führt nun in den USA gegen Lucas einen Sorgerechtsstreit. Eines Tages trifft Lucas im Foyer seiner Firma auf die Künstlerin Elsa, die in seinem Auftrag ein Keramikfresko für den Boden der Halle schaffen soll. Lucas verliebt sich sofort in Elsa, verärgert sie jedoch gleichzeitig, weil das Fresko ursprünglich deutlich größer werden sollte und er nun von dem verhältnismäßig kleinen Bodenbild wenig angetan scheint. Elsa packt ihre Sachen und geht. Da Lucas sie jedoch wiedersehen will, macht er ihr deutlich, dass er den Auftrag nie zurückgezogen hat. Bei einem Essen stimmt Elsa der Weiterarbeit zu, da sie das Geld braucht.
Um eine Depression wie vor einigen Jahren zu verhindern, setzt Lucas Privatdetektiv Roland Christin auf Elsa an. Der ehemalige Geheimagent verwanzt nicht nur Elsa, sondern installiert in ihrer Wohnung Kameras und durchleuchtet ihr Geschäfts- und Privatleben. Bald weiß Lucas alles von Elsa, die mit ihrer Cousine zusammenlebt und einen kleinen Neffen hat. Um mit ihr über Keramik reden zu können, lässt Lucas den berühmten Keramiker Professor Della Ponte aus Italien einfliegen, der ihm eine Kurzeinführung zur Keramik gibt. Mit dem Wissen trumpft Lucas schließlich beim gemeinsamen Abendessen mit Elsa auf, die jedoch irritiert reagiert, dass Lucas so einfach über bedeutende Menschen verfügen kann. Beide landen am Ende in ihrer Wohnung, doch reagiert Lucas gehemmt, weil er weiß, dass die Wohnung mit zahlreichen Kameras versehen ist. Er geht schließlich überstürzt und Elsa hält von nun an Abstand.
Weil seine Mitarbeiterin Jeanne Larozière hinter seinem Rücken firmenfeindliche Geschäfte tätigt, entlässt Lucas sie. Nach einer gemeinsamen Nacht mit Lucas hat sich auch Elsa in ihn verliebt. Larozière verrät ihr jedoch aus Rache, dass sie von Lucas rund um die Uhr überwacht wird. Lucas hat unterdessen angeordnet, dass Roland Christin die Überwachung abbricht. Elsa überrascht ihn in ihrer Wohnung, als er gerade die Kameras entfernt, und bricht wenig später mit Lucas. Der verfällt in tiefe Depressionen. Heimlich aufgenommene Videos in seiner Wohnung, die Lucas am Boden zerstört zeigen, spielt Roland schließlich Elsa zu, die nun erkennt, dass Lucas sie wirklich liebt. Bevor er in die USA aufbricht, um um seinen Sohn zu kämpfen, versöhnen sich beide in einem Hotel – wobei erneut Roland ein wachsames Auge auf sie hat.

## Produktion
Kann das Liebe sein? wurde in Paris gedreht. Vincent Lindon und Sandrine Bonnaire standen dabei zum zweiten Mal gemeinsam vor der Kamera; sie hatten bereits 1988 in Einige Tage mit mir zusammen gedreht. Die Kostüme schuf Elisabeth Tavernier, die Filmbauten stammen von Philippe Cord’homme. Der Film lief am 21. Februar 2007 in den französischen Kinos an, wo er von rund 775.000 Besuchern gesehen wurde. In Deutschland kam der Film am 19. Juli 2007 in die Kinos und erschien am 18. Januar 2008 auf DVD.

## Synchronisation
| Rolle           | Darsteller        | Synchronsprecher  |
| --------------- | ----------------- | ----------------- |
| Elsa            | Sandrine Bonnaire | Marion Martienzen |
| Lucas           | Vincent Lindon    | Michael Lott      |
| Roland Christin | François Berléand | Bernd Stephan     |

## Kritik
Für den film-dienst war Kann das Liebe sein? eine „turbulente Komödie in Screwball-Manier, die ihre mitreißende Wirkung glänzend aufgelegten Darstellern und der Liebe zum inszenatorischen Detail verdankt.“ Cinema bezeichnete den Film als „Erfrischende französische Großstadtkomödie um einen heißblütigen Neurotiker im Liebestaumel“.